# Liu Zhongqing
Liu Zhongqing (en chino: 刘忠庆; Daqing, 10 de noviembre de 1985) es un deportista chino que compite en esquí acrobático, especialista en la prueba de salto aéreo.
Participó en cuatro Juegos Olímpicos de Invierno, entre los años 2006 y 2018, obteniendo una medalla de bronce en Vancouver 2010, en la prueba de salto aéreo.

## Medallero internacional
| Juegos Olímpicos | Juegos Olímpicos   | Juegos Olímpicos  | Juegos Olímpicos |
| Año              | Lugar              | Medalla           | Competición      |
| ---------------- | ------------------ | ----------------- | ---------------- |
| 2010             | Vancouver (Canadá) | Medalla de bronce | Salto aéreo      |